# Wish I
A Wish I Jem walesi énekesnő harmadik kislemeze első, Finally Woken című albumáról. A dal a brit Celebrity Love Island valóságshow és a Grey’s Anatomy főcímdala volt.

## Számlista
CD kislemez
1. Wish I
2. Easy Way Out

CD maxi kislemez
1. Wish I (Album Version)
2. Wish I (Foreign Dancehall Mix feat. YT)
3. Wish I (Aphrodite Mix)

CD maxi kislemez (Japán)
1. Wish I (Album Version)
2. Wish I (Foreign Dancehall Mix)
3. Wish I (Aphrodite Mix)
4. Just a Ride (ADAM F-V-Pendulum Music Mix)
5. Just a Ride (Fatboy Slim Remix)

## Helyezések
| Slágerlista (2005) | Legmagasabb helyezés |
| ------------------ | -------------------- |
| Brit kislemezlista | 24                   |
| Ír kislemezlista   | 27                   |